# Форнандер, Фрида
Фри́да Мария Форна́ндер (швед. Frida Maria Fornander; род. 4 июля 1995, Гётеборг) — шведская фотомодель, участница международного конкурса «Мисс Вселенная 2017».

## Биография
Фрида начала карьеру фотомодели в подростковом возрасте. Она завоевала титулы «Мисс подросток Швеции 2011» и «Мисс подросток-модель Вселенной 2012». Форнандер представляла Швецию на конкурсе «Мисс Земля 2014», но по итогам конкурса в топ-16 не вошла.
21 июня 2017 года одержала победу на конкурсе красоты и была коронована как «Мисс Вселенная Швеция». Победа позволила ей принять участие на международном конкурсе «Мисс Вселенная 2017», но по его итогам в топ-16 она не вошла.